# Paleocader
Paleocader is een geslacht van wantsen uit de familie van de Tingidae (Netwantsen). Het geslacht werd voor het eerst wetenschappelijk beschreven door Froeschner in 1996.

## Soorten
Het genus bevat de volgende soorten:

- Paleocader avitus (Drake, 1950)
- Paleocader balticus Heiss & Golub, 2021
- Paleocader gusenleitnerorum Heiss, 2013
- Paleocader pulchellus Heiss & Golub, 2021
- Paleocader quinquecarinatus (Germar & Berendt, 1856)
- Paleocader rovnensis Heiss & Golub, 2021
- Paleocader serafini Heiss, 2008
- Paleocader strictus Golub & Popov, 1998